# Copa América 2015
Copa América 2015 blev afholdt i Chile i perioden fra den 11. juni til den 4. juli 2015. Turneringen blev arrangeret af CONMEBOL, der er Sydamerikas fodboldforbund.

## Hold
Mexico og Japan var oprindeligt inviteret til at tilslutte sig de 10 CONMEBOL-nationer. Mexico afslog tilbuddet, og Kina blev inviteret i stedet, men trak sig senere, idet kvalifikationen til VM i fodbold 2018 (AFC) blev afholdt samtidig. Det blev offentliggjort den 1. maj 2015, at Jamaica havde accepteret en invitation til at deltage i turneringen.
| Argentina    | Colombia            | Paraguay                     |
| Bolivia      | Ecuador             | Peru                         |
| Brasilien    | Jamaica (inviteret) | Uruguay (forsvarende vinder) |
| Chile (vært) | Mexico (inviteret)  | Venezuela                    |

## Stadioner
Der blev spillet på ni forskellige stadioner i otte byer ved turneringen. 
| Santiago de Chile              | Santiago de Chile                 | Concepción                      |
| ------------------------------ | --------------------------------- | ------------------------------- |
| Estadio Nacional de Chile      | Estadio Monumental David Arellano | Estadio Municipal de Concepción |
| Kapacitet: 48.745              | Kapacitet: 47.347                 | Kapacitet: 30.448               |
|                                |                                   | Estadio Municipal de Concepción |
| Valparaíso                     | Viña del Mar                      | Antofagasta                     |
| Estadio Elías Figueroa Brander | Estadio Sausalito                 | Estadio Regional de Antofagasta |
| Kapacitet: 21.113              | Kapacitet: 22.360                 | Kapacitet: 21.170               |
| Estadio Elias Figeroa          |                                   |                                 |
| Temuco                         | La Serena                         | Rancagua                        |
| Estadio Germán Becker          | Estadio La Portada                | Estadio El Teniente             |
| Kapacitet: 18.413              | Kapacitet: 18.243                 | Kapacitet: 13.849               |
| Estadio Germán Becker          |                                   |                                 |

## Dommere
Kilde:
| Land        | Dommere                                   | Linjedommere                                 | Kampe dømt                                                                                                  |
| ----------- | ----------------------------------------- | -------------------------------------------- | --- |
| Argentina   | Néstor Pitana                             | Hernan Maidana Juan Pablo Belatti            | Chile-Ecuador (Gruppe A) Colombia-Peru (Gruppe C)                                                           |
| Bolivia     | Raúl Orosco                               | Javier Bustillos Juan P. Montaño             | Peru vs Venezuela (Gruppe C)                                                                                |
| Brasilien   | Sandro Ricci                              | Emerson de Carvalho Fábio Pereira            | Argentina-Uruguay (Gruppe B) Chile-Uruguay (Kvartfinale) Argentina-Paraguay (Semifinale)                    |
| Chile       | Enrique Osses Jorge Osorio Julio Bascuñán | Carlos Astroza Marcelo Barraza Raúl Orellana | Osses-Astroza-Barraza: Brasilien-Colombia (Gruppe C) Bascuñán-Astroza-Barraza: Argentina-Jamaica (Gruppe B) |
| Colombia    | Wilmar Roldán                             | Alexander Guzmán Cristian De La Cruz         | Argentina-Paraguay (Gruppe B) Bolivia-Peru (Kvartfinale)                                                    |
| Ecuador     | Carlos Vera                               | Christian Lescano Byron Romero               | Paraguay-Jamaica (Gruppe B)                                                                                 |
| Paraguay    | Enrique Cáceres                           | Rodney Aquino Carlos Cáceres                 | Chile-Mexico (Gruppe A) Brasilien-Venezuela (Gruppe C)                                                      |
| Peru        | Víctor Hugo Carrillo                      | César Escano Johnny Bossio                   | Mexico-Bolivia (Gruppe A)                                                                                   |
| Uruguay     | Andrés Cunha                              | Mauricio Espinosa Carlos Pastorino           | Colombia-Venezuela (Gruppe C) Chile-Bolivia (Gruppe A) Brasilien-Paraguay (Kvartfinale)                     |
| Venezuela   | José Argote                               | Jorge Urrego Jairo Romero                    | Uruguay-Jamaica (Gruppe B) Mexico-Ecuador (Gruppe A) Chile-Peru (Semifinale)                                |
| El Salvador | Joel Aguilar                              | Garnet Page Ricardo Morgan                   | Ecuador-Bolivia (Gruppe A)                                                                                  |
| Mexico      | Roberto García Orozco                     | José Luis Camargo Marvin Torrentera          | Brasilien-Peru (Gruppe C) Uruguay-Paraguay (Gruppe B) Argentina-Colombia (Kvartfinale)                      |

## Gruppespil

### Tiebreak
Reglerne for avancement i tilfælde af pointlighed er følgende:
1. Højeste antal point opnået mod de øvrige hold, som er med i pointligheden
2. Bedste målforskel opnået i kampene mod de øvrige hold, som er med i pointligheden
3. Højeste antal mål scoret mod de øvrige hold, som er med i pointligheden
4. Bedst indbyrdes (kun mellem to hold)
5. Straffesparkskonkurrence (hvis de to hold spiller sidste gruppekamp mod hinanden)
6. Lodtrækning af CONMEBOL Organising Committee

### Gruppe A
| Pos | Hold    | K | V | U | T | M+ | M- | MF | P | Grupperesultat               |
| --- | ------- | - | - | - | - | -- | -- | -- | - | ---------------------------- |
| 1   | Chile   | 3 | 2 | 1 | 0 | 10 | 3  | +7 | 7 | Kvalificeret til slutspillet |
| 2   | Bolivia | 3 | 1 | 1 | 1 | 3  | 7  | −4 | 4 | Kvalificeret til slutspillet |
| 3   | Ecuador | 3 | 1 | 0 | 2 | 4  | 6  | −2 | 3 |                              |
| 4   | Mexico  | 3 | 0 | 2 | 1 | 4  | 5  | −1 | 2 |                              |

| 11. juni 2015 |     |         |                                    |
| Chile         | 2–0 | Ecuador | Estadio Nacional, Santiago         |
| 12. juni 2015 |     |         |                                    |
| Mexico        | 0–0 | Bolivia | Estadio Sausalito, Viña del Mar    |
| 15. juni 2015 |     |         |                                    |
| Ecuador       | 2–3 | Bolivia | Estadio Elías Figueroa, Valparaíso |
| Chile         | 3–3 | Mexico  | Estadio Nacional, Santiago         |
| 19. juni 2015 |     |         |                                    |
| Mexico        | 1–2 | Ecuador | Estadio El Teniente, Rancagua      |
| Chile         | 5–0 | Bolivia | Estadio Nacional, Santiago         |

### Gruppe B
| Pos | Hold      | K | V | U | T | M+ | M- | MF | P | Grupperesultat               |
| --- | --------- | - | - | - | - | -- | -- | -- | - | ---------------------------- |
| 1   | Argentina | 3 | 2 | 1 | 0 | 4  | 2  | +2 | 7 | Kvalificeret til slutspillet |
| 2   | Paraguay  | 3 | 1 | 2 | 0 | 4  | 3  | +1 | 5 | Kvalificeret til slutspillet |
| 3   | Uruguay   | 3 | 1 | 1 | 1 | 2  | 2  | 0  | 4 | Kvalificeret til slutspillet |
| 4   | Jamaica   | 3 | 0 | 0 | 3 | 0  | 3  | −3 | 0 |                              |

| 13. juni 2015 |     |          |                                              |
| Uruguay       | 1–0 | Jamaica  | Estadio Regional de Antofagasta, Antofagasta |
| Argentina     | 2–2 | Paraguay | Estadio La Portada, La Serena                |
| 16. juni 2015 |     |          |                                              |
| Paraguay      | 1–0 | Jamaica  | Estadio Regional de Antofagasta, Antofagasta |
| Argentina     | 1–0 | Uruguay  | Estadio La Portada, La Serena                |
| 20. juni 2015 |     |          |                                              |
| Uruguay       | 1–1 | Paraguay | Estadio La Portada, La Serena                |
| Argentina     | 1–0 | Jamaica  | Estadio Sausalito, Viña del Mar              |

### Gruppe C
| Pos | Hold      | K | V | U | T | M+ | M- | MF | P | Kvalifikation                |
| --- | --------- | - | - | - | - | -- | -- | -- | - | ---------------------------- |
| 1   | Brasilien | 3 | 2 | 0 | 1 | 4  | 3  | +1 | 6 | Kvalificeret til slutspillet |
| 2   | Peru      | 3 | 1 | 1 | 1 | 2  | 2  | 0  | 4 | Kvalificeret til slutspillet |
| 3   | Colombia  | 3 | 1 | 1 | 1 | 1  | 1  | 0  | 4 | Kvalificeret til slutspillet |
| 4   | Venezuela | 3 | 1 | 0 | 2 | 2  | 3  | −1 | 3 |                              |

| 14. juni 2015 |     |           |                                             |
| Colombia      | 0–1 | Venezuela | Estadio El Teniente, Rancagua               |
| Brasilien     | 2–1 | Peru      | Estadio Municipal Germán Becker, Temuco     |
| 17. juni 2015 |     |           |                                             |
| Brasilien     | 0–1 | Colombia  | Estadio Monumental David Arellano, Santiago |
| 18. juni 2015 |     |           |                                             |
| Peru          | 1–0 | Venezuela | Estadio Elías Figueroa, Valparaíso          |
| 21. juni 2015 |     |           |                                             |
| Colombia      | 0–0 | Peru      | Estadio Municipal Germán Becker, Temuco     |
| Brasilien     | 2–1 | Venezuela | Estadio Monumental David Arellano, Santiago |

## Slutspil

### Overblik
|  | Kvartfinaler            | Kvartfinaler |                       |       | Semifinaler | Semifinaler |  |  | Finale | Finale |
|  |                         |              |                       |       |             |             |  |  |        |        |
|  | 24. juni – Santiago     |              |                       |       |             |             |  |  |        |        |
|  |                         |              |                       |       |             |             |  |  |        |        |
|  | Chile                   | 1            |                       |       |             |             |  |  |        |        |
|  | Chile                   | 1            | 29. juni – Santiago   |       |             |             |  |  |        |        |
|  | Uruguay                 | 0            |                       |       |             |             |  |  |        |        |
|  | Uruguay                 | 0            | Chile                 | 2     |             |             |  |  |        |        |
|  | 25. juni – Temuco       |              | Chile                 | 2     |             |             |  |  |        |        |
|  |                         | Peru         | 1                     |       |             |             |  |  |        |        |
|  | Bolivia                 | Peru         | 1                     | 1     |             |             |  |  |        |        |
|  | Bolivia                 |              | 4. juli – Santiago    | 1     |             |             |  |  |        |        |
|  | Peru                    | 3            |                       |       |             |             |  |  |        |        |
|  | Peru                    | 3            | Chile                 |       |             |             |  |  |        |        |
|  | 26. juni – Viña del Mar |              |                       |       |             |             |  |  |        |        |
|  |                         | Argentina    |                       |       |             |             |  |  |        |        |
|  | Argentina (s)           | 0 (5)        |                       |       |             |             |  |  |        |        |
|  | Argentina (s)           | 0 (5)        | 30. juni – Concepción |       |             |             |  |  |        |        |
|  | Colombia                | 0 (4)        |                       |       |             |             |  |  |        |        |
|  | Colombia                | 0 (4)        | Argentina             | 6     |             |             |  |  |        |        |
|  | 27. juni – Concepción   |              | Argentina             | 6     |             |             |  |  |        |        |
|  |                         | Paraguay     | 1                     |       | Bronzekamp  | Bronzekamp  |  |  |        |        |
|  | Brasilien               | Paraguay     | 1                     | 1 (3) | Bronzekamp  | Bronzekamp  |  |  |        |        |
|  | Brasilien               |              | 3. juli – Concepción  | 1 (3) |             |             |  |  |        |        |
|  | Paraguay (s)            | 1 (4)        |                       |       |             |             |  |  |        |        |
|  | Paraguay (s)            | 1 (4)        | Peru                  |       |             |             |  |  |        |        |
|  |                         |              |                       |       |             |             |  |  |        |        |
|  | Paraguay                |              |                       |       |             |             |  |  |        |        |
|  |                         |              |                       |       |             |             |  |  |        |        |

### Kvartfinaler
| 24. juni 2015 20:30 |

| Chile    | 1–0     | Uruguay |
| -------- | ------- | ------- |
| Isla 81' | Rapport |         |

| Estadio Nacional, Santiago Tilskuere: 45,304 Dommer: Sandro Ricci (Brasilien) |

| 25. juni 2015 20:30 |

| Bolivia                   | 1–3     | Peru                     |
| ------------------------- | ------- | ------------------------ |
| Martins Moreno 84' (str.) | Rapport | Guerrero 20', 23', 74' · |

| Estadio Municipal Germán Becker, Temuco Tilskuere: 16,872 Dommer: Wilmar Roldán (Colombia) |

| 26. juni 2015 20:30 |

| Argentina | 0–0     | Colombia |
| --------- | ------- | -------- |
|           | Rapport |          |

| Estadio Sausalito, Viña del Mar Tilskuere: 21,508 Dommer: Roberto García Orozco (Mexico) |

|                                              |     | Straffesparkskonkurrence                                |  |
| Messi Garay Banega Lavezzi Biglia Rojo Tevez | 5–4 | Rodríguez Falcao Cuadrado Muriel Cardona Zúñiga Murillo |  |

| 27. juni 2015 18:30 |

| Brasilien   | 1–1     | Paraguay              |
| ----------- | ------- | --------------------- |
| Robinho 15' | Rapport | González 72' (str.) · |

| Estadio Municipal de Concepción, Concepción Tilskuere: 29,276 Dommer: Andrés Cunha (Uruguay) |

|                                                            |     | Straffesparkskonkurrence                          |  |
| Fernandinho Everton Ribeiro Miranda Douglas Costa Coutinho | 3–4 | Martínez V. Cáceres Bobadilla Santa Cruz González |  |

### Semifinaler
| 29. juni 2015 20:30 |

| Chile           | 2–1     | Peru              |
| --------------- | ------- | ----------------- |
| Vargas 41', 63' | Rapport | Medel 60' (sm.) · |

| Estadio Nacional, Santiago Tilskuere: 45,651 Dommer: José Argote (Venezuela) |

| 30. juni 2015 20:30 |

| Argentina                                                             | 6–1     | Paraguay      |
| --------------------------------------------------------------------- | ------- | ------------- |
| Rojo 15' · Pastore 27' · Di María 47', 53' · Agüero 80' · Higuaín 83' | Rapport | Barrios 43' · |

| Estadio Municipal de Concepción, Concepción Tilskuere: 29,205 Dommer: Sandro Ricci (Brasilien) |

### Tredjeplads
| 3. juli 2015 20:30 |

| Peru                        | 2–0     | Paraguay |
| --------------------------- | ------- | -------- |
| Carrillo 48' · Guerrero 89' | Rapport |          |

| Estadio Municipal de Concepción, Concepción Tilskuere: 29.143 Dommer: Raúl Orosco (Bolivia) |

### Finale
| 4. juli 2015 17:00 |

| Chile | 0–0 (e.f.s) | Argentina |
| ----- | ----------- | --------- |
|       | Rapport     |           |

| Estadio Nacional, Santiago Tilskuere: 45.693 Dommer: Wilmar Roldán (Colombia) |

|                                  |     | Straffesparkskonkurrence |  |
| Fernández Vidal Aránguiz Sánchez | 4–1 | Messi Higuaín Banega     |  |

## Målscorere
4 mål
- Eduardo Vargas
- Paolo Guerrero

3 mål
- Sergio Agüero
- Arturo Vidal
- Lucas Barrios

2 mål
- Ángel Di María
- Gonzalo Higuaín
- Marcelo Martins Moreno
- Charles Aránguiz
- Miller Bolaños
- Enner Valencia
- Raúl Jiménez
- Matías Vuoso

1 mål
- Lionel Messi
- Javier Pastore
- Marcos Rojo
- Ronald Raldes
- Martin Smedberg-Dalence
- Douglas Costa
- Neymar
- Roberto Firmino
- Robinho
- Thiago Silva
- Mauricio Isla
- Gary Medel
- Alexis Sánchez
- Jeison Murillo
- Édgar Benítez
- Derlis González
- Nelson Haedo Valdez
- André Carrillo
- Christian Cueva
- Claudio Pizarro
- José Giménez
- Cristian Rodríguez
- Miku
- Salomón Rondón

Selvmål
- Ronald Raldes (mod Chile)
- Gary Medel (mod Peru)

Kilde: CONMEBOL.com

## Samlet rankering
| Pos | Hold      | K | V | U | T | M+ | M- | MF | P  | Placering                  |
| --- | --------- | - | - | - | - | -- | -- | -- | -- | -------------------------- |
| 1   | Chile     | 6 | 4 | 2 | 0 | 13 | 4  | +9 | 14 | Vinder                     |
| 2   | Argentina | 6 | 3 | 3 | 0 | 10 | 3  | +7 | 12 | Andenplads                 |
| 3   | Peru      | 6 | 3 | 1 | 2 | 8  | 5  | +3 | 10 | Tredjeplads                |
| 4   | Paraguay  | 6 | 1 | 3 | 2 | 6  | 12 | −6 | 6  | Fjerdeplads                |
|     |           |   |   |   |   |    |    |    |    |                            |
| 5   | Brasilien | 4 | 2 | 1 | 1 | 5  | 4  | +1 | 7  | Elimineret i kvartfinalen  |
| 6   | Colombia  | 4 | 1 | 2 | 1 | 1  | 1  | 0  | 5  | Elimineret i kvartfinalen  |
| 7   | Uruguay   | 4 | 1 | 1 | 2 | 2  | 3  | −1 | 4  | Elimineret i kvartfinalen  |
| 8   | Bolivia   | 4 | 1 | 1 | 2 | 4  | 10 | −6 | 4  | Elimineret i kvartfinalen  |
|     |           |   |   |   |   |    |    |    |    |                            |
| 9   | Venezuela | 3 | 1 | 0 | 2 | 2  | 3  | −1 | 3  | Elimineret i gruppespillet |
| 10  | Ecuador   | 3 | 1 | 0 | 2 | 4  | 6  | −2 | 3  | Elimineret i gruppespillet |
| 11  | Mexico    | 3 | 0 | 2 | 1 | 4  | 5  | −1 | 2  | Elimineret i gruppespillet |
| 12  | Jamaica   | 3 | 0 | 0 | 3 | 0  | 3  | −3 | 0  | Elimineret i gruppespillet |

## Tilskuere
| Dato               | Kamp               | Kamp               | Kamp               | Resultat           | Stadion                           | By                 | Tilskuere | Tilskuere / stadionkapicitet |
| ------------------ | ------------------ | ------------------ | ------------------ | ------------------ | --------------------------------- | ------------------ | --------- | ---------------------------- |
| 11. juni 2015      | Chile              | vs.                | Ecuador            | 2–0                | Estadio Nacional                  | Santiago           | 46.000    | 94%                          |
| 4. juli 2015       | Chile              | vs.                | Argentina          | 0–0                | Estadio Nacional                  | Santiago           | 45.693    | 94%                          |
| 29. juni 2015      | Chile              | vs.                | Peru               | 2–1                | Estadio Nacional                  | Santiago           | 45.651    | 94%                          |
| 19. juni 2015      | Chile              | vs.                | Bolivia            | 5–0                | Estadio Nacional                  | Santiago           | 45.601    | 94%                          |
| 15. juni 2015      | Chile              | vs.                | Mexico             | 3–3                | Estadio Nacional                  | Santiago           | 45.583    | 94%                          |
| 24. juni 2015      | Chile              | vs.                | Uruguay            | 1–0                | Estadio Nacional                  | Santiago           | 45.304    | 93%                          |
| 17. juni 2015      | Brasilien          | vs.                | Colombia           | 0–1                | Estadio Monumental David Arellano | Santiago           | 44.008    | 93%                          |
| 21. juni 2015      | Brasilien          | vs.                | Venezuela          | 2–1                | Estadio Monumental David Arellano | Santiago           | 33.284    | 70%                          |
| 27. juni 2015      | Brasilien          | vs.                | Paraguay           | 1–1                | Estadio Municipal de Concepción   | Concepción         | 29.276    | 96%                          |
| 30.. juni 2015     | Argentina          | vs.                | Paraguay           | 6–1                | Estadio Municipal de Concepción   | Concepción         | 29.205    | 96%                          |
| 3. juli 2015       | Peru               | vs.                | Paraguay           | 2–0                | Estadio Municipal de Concepción   | Concepción         | 29.143    | 96%                          |
| 26. juni 2015      | Argentina          | vs.                | Colombia           | 0–0                | Estadio Sausalito                 | Viña del Mar       | 21.508    | 96%                          |
| 20. juni 2015      | Argentina          | vs.                | Jamaica            | 1–0                | Estadio Sausalito                 | Viña del Mar       | 21.083    | 94%                          |
| 21. juni 2015      | Colombia           | vs.                | Peru               | 0–0                | Estadio Municipal Germán Becker   | Temuco             | 17.332    | 94%                          |
| 16. juni 2015      | Argentina          | vs.                | Uruguay            | 1–0                | Estadio La Portada                | La Serena          | 17.014    | 93%                          |
| 25. juni 2015      | Bolivia            | vs.                | Peru               | 1–3                | Estadio Municipal Germán Becker   | Temuco             | 16.872    | 92%                          |
| 14. juni 2015      | Brasilien          | vs.                | Peru               | 2–1                | Estadio Municipal Germán Becker   | Temuco             | 16.342    | 89%                          |
| 13. juni 2015      | Argentina          | vs.                | Paraguay           | 2–2                | Estadio La Portada                | La Serena          | 16.281    | 89%                          |
| 20. juni 2015      | Uruguay            | vs.                | Paraguay           | 1–1                | Estadio La Portada                | La Serena          | 16.021    | 88%                          |
| 18. juni 2015      | Peru               | vs.                | Venezuela          | 1–0                | Estadio Elías Figueroa            | Valparaíso         | 15.542    | 74%                          |
| 12. juni 2015      | Mexico             | vs.                | Bolivia            | 0–0                | Estadio Sausalito                 | Viña del Mar       | 14.987    | 67%                          |
| 14. juni 2015      | Colombia           | vs.                | Venezuela          | 0–1                | Estadio El Teniente               | Rancagua           | 12.387    | 89%                          |
| 19. juni 2015      | Mexico             | vs.                | Ecuador            | 1–2                | Estadio El Teniente               | Rancagua           | 11.051    | 80%                          |
| 13. juni 2015      | Uruguay            | vs.                | Jamaica            | 1–0                | Estadio Regional de Antofagasta   | Antofagasta        | 8.653     | 41%                          |
| 16. juni 2015      | Paraguay           | vs.                | Jamaica            | 1–0                | Estadio Regional de Antofagasta   | Antofagasta        | 6.099     | 29%                          |
| 15. juni 2015      | Ecuador            | vs.                | Bolivia            | 2–3                | Estadio Elías Figueroa            | Valparaíso         | 5.982     | 28%                          |
| Totalt tilskuertal | Totalt tilskuertal | Totalt tilskuertal | Totalt tilskuertal | Totalt tilskuertal | Totalt tilskuertal                | Totalt tilskuertal | 655.902   | 85%                          |